# 아귀도

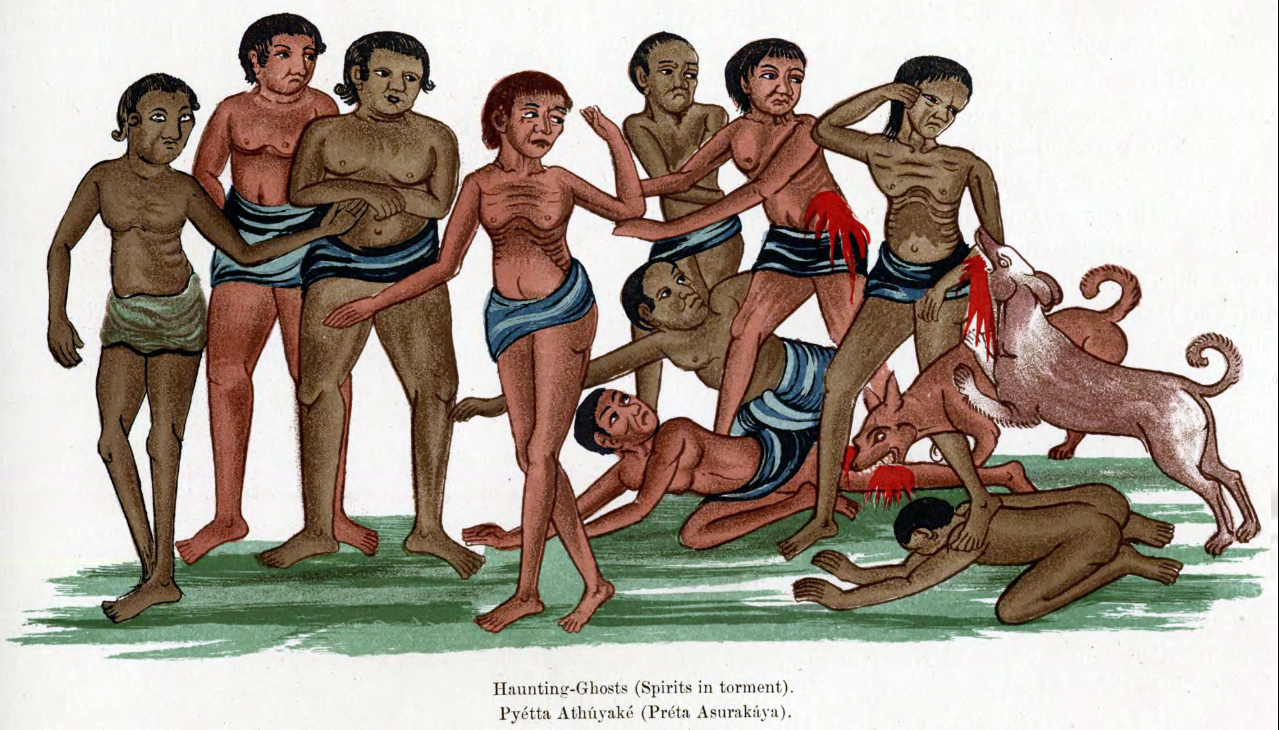

아귀도(餓鬼道)는 불교에서 육도윤회 중 하나이다.

## 설명
지옥도(地獄道)보다는 좋은 곳이지만 그렇다고 해도 좋은 곳은 아니다. 아귀도는 음식과 물을 절대로 먹지 못하고 설령 먹을 수 있다고 해도 음식이 다 불에 타버린다. 게다가 성공적으로 많은 음식을 먹는다해도 여전히 배고프며 아무리 먹어도 이 배고픔은 절대 사그라들지 않는다. 그리고 또 죽으면 다시 환생해 계속 그 고통이 이어진다고 한다. 아귀도에 있는 귀신은 몸이 크고, 입(또는 목구멍)은 바늘구멍만 하다. 아귀도에 가는 사람들은 죄가 많은 사람, 돈을 많이 밝히는 사람, 식탐이 매우 많고 구두쇠인 사람 등이 간다고 한다.

## 아귀
불교에서 아귀는 늘 굶주리는 귀신이다. 몸은 태산만 하고, 입(또는 목구멍)은 바늘구멍만 하다.
불교의 아귀는 육도 중 아귀도에 해당하는 존재로, 생전 식탐을 쌓아온 사람이 죽어서 아귀도로 윤회전생하게 되는 것이다. 겉으로 보기에 복부가 심하게 나와 있는 반면, 목구멍이 바늘구멍처럼 작아 먹을 수 있는 양이 한정돼 있기 때문에 항상 극심한 갈증을 느끼는 것이다.
또한 다른 이론에 의하면 아귀의 앞에 나타나는 음식은 아귀가 받은 저주 탓에 모두 불로 변하여 먹지 못한다. 게다가 어쩌다 성공적으로 많은 음식을 먹는다 해도 배고픔은 사라지지 않아 영원한 배고픔에 시달리게 된다.
아귀는 여러 종류가 존재하지만 여자 아귀의 경우 끊임없이 임신을 하지만 태어나는 아이들을 잡아먹는데 그러고도 배고픔이 전혀 해소되지 않아 아이를 낳고 잡아먹기를 반복한다.
아귀가 되는 그 대상자는 살아생전 식탐이 지나치거나 돈을 광적으로 밝혀 사람의 목숨보다 돈을 더 소중히 했던 자들이 해당된다.

## 같이 보기
- 삼도 (불교)
- 6도
- 쿠사레게도